# Parque Estadual Delta do Jacuí
O Parque Estadual Delta do Jacuí é uma das Unidades de Conservação do Governo do Estado do Rio Grande do Sul, Brasil.
Localizado entre os municípios de Porto Alegre, Canoas, Eldorado do Sul, Nova Santa Rita (Rio Grande do Sul), Triunfo (Rio Grande do Sul) e Charqueadas, foi criado através do decreto 24.385/1976. Teve sua área ampliada em 1979 pelo Decreto 28.161. Em 2005 teve seus limites alterados pela criação da Área de Proteção Ambiental Delta do Jacuí, através da Lei 12.371, e hoje possui uma área de 14.242 ha. Preserva as ilhas do delta do rio Jacuí, de valor cultural, ecológico e paisagístico, em meio a uma região densamente urbanizada.